# نووو دلچوو
نووو دلچوو (به بلغاری: Novo Delchevo) یک منطقهٔ مسکونی در بلغارستان است که در شهرستان ساندانسکی واقع شده‌است.